# ジョン・ハナー
- ジョン・ハンナ
- ジョン・ハナ

ジョン・ハナー（John Hannah、1962年4月23日 - ）は、イギリス・スコットランド出身の俳優。グラスゴー近郊のキルブライド生まれ。
ジョン・ハナ、ジョン・ハンナとも表記される。

## 来歴
イースト・キルブライド出身。3人姉弟の末子で、姉が2人いる。母はマークス&スペンサーの清掃員、父は玩具職人だった。高校を卒業後は電気技師の徒弟修業に入り、同時にイースト・キルブライド劇場に所属した。徒弟修業を終えた後、スコットランド王立芸術学校で演技を学ぶ。
芸術学校卒業後、1994年公開の『フォー・ウェディング』に出演し、年長の恋人に先立たれたゲイの青年役で注目を浴びる。その後、ヘレン・バクセンダールの『Truth or Dare and』でサイコパスの殺人鬼、『McCallum』で悪役を演じた。1999年公開の『ハムナプトラ/失われた砂漠の都』ではヒロインの兄ジョナサン役を務め、『ハムナプトラ2/黄金のピラミッド』『ハムナプトラ3/呪われた皇帝の秘宝』でも同役で出演した。この間に『MDs』『エイリアス』『Carnivàle』『そりゃないぜ!? フレイジャー』『New Street Law』『Cold Blood』に出演している。
1996年1月20日に女優のジョアンナ・ロスと結婚し、2004年に男女の二卵性双生児が生まれた。1997年12月24日、ハナーは映画プロデューサーのマーレイ・ファーガソンと映画製作会社クラーケンウェル・フィルムを設立した。クラーケンウェル・フィルムは『Rebus』の製作に参加し、ハナーも主要キャストとして出演するが、彼の役は途中でケン・ストットが務めることになりシリーズを降板した。

## 主な出演作品

### 映画
- フォー・ウェディング Four Weddings and a Funeral (1994)
- マダガスカル・スキン Madagascar Skin (1995)
- スライディング・ドア Sliding Doors (1998)
- ザ・ハリケーン The Hurricane (1999)
- ハムナプトラ/失われた砂漠の都 The Mummy (1999)
- ハムナプトラ2/黄金のピラミッド The Mummy Returns (2001)
- ハムナプトラ3/呪われた皇帝の秘宝 The Mummy: Tomb of the Dragon Emperor (2008)
- ザ・ワーズ 盗まれた人生 The Words (2012)
- オーバーボード Overboard (2018)
- 夕霧花園 The Garden of Evening Mists (2019)
- アウシュヴィッツ・レポート Správa / The Auschwitz Report (2020)

### テレビシリーズ
- アガサ・クリスティー ミス・マープル シーズン1「パディントン発4時50分」（2004年12月26日）にトム・キャンベル警部で出演
- 名探偵ポワロ 第11シリーズ第61話「死との約束」（2009年12月25日）にテオドール・ジェラール医師役で出演
- スパルタカス Spartacus: Blood and Sand (2010) 計13話出演
- スパルタカス ゴッド・オブ・アリーナ Spartacus: God of the Arena (2011) 計6話出演
- エレメンタリー ホームズ&ワトソン in NY Elementary (2013) 第1シーズン15話に出演
- エージェント・オブ・シールド Agents of the S.H.I.E.L.D.（2016-2017）第3シーズン18話以降に計27話出演